# Ocean Tower
Ocean Tower SPI war ein nie fertig gestelltes 31-stöckiges, 114 Meter hohes Wohnhaus in South Padre Island, Texas. Es erreichte durch die schwerwiegenden baulichen Mängel, die zu einer Schieflage führten, eine große Bekanntheit. Mit einem Gewicht von 50.000 Tonnen handelt es sich auch um das größte Bauwerk aus Stahlbeton, das jemals gesprengt wurde.
Den potenziellen Käufern wurde Ocean Tower als das höchste Gebäude des Rio-Grande-Tals angepriesen, mit Böden aus italienischem Marmor und übergroßen Whirlpools in jeder Wohnung.

## Bau
Nach Untersuchungen durch Geologen und Ingenieure, die einen Monat andauerten, begannen die Bauarbeiten am 5. April 2006. Die Arbeiten wurden zwei Jahre lang fortgeführt, bis Lehmschichten, die sich in 30 Metern Tiefe befinden, sich auf das Gebäude auswirkten. Tragende Strukturen begannen sich zu biegen und sogar zu brechen, und der Turm neigte sich in die nordwestliche Richtung, von der Auto-Einstellhalle weg, was auch in den Mauern der Garage Schäden verursachte. Von der Bevölkerung wurde der Bau fortan Schiefer Turm von South Padre Island und Fawlty Towers genannt.
Teile des Turms sanken um 36 bis 41 Zentimeter ab, während die Garage sich deutlich weniger stark bewegte. Die Ursache lag darin, dass das Gewicht des Turmes auf einer Seite auf der Einstellhalle lastete, anstelle die Kräfte über das eigene Fundament abzuleiten. Das Problem wurde durch die Verwendung von Blähton, welcher sich unter hoher Belastung komprimiert, verschlimmert.
Die Bauarbeiten wurden im Sommer 2008 eingestellt. Als im Juli bereits mehr als hundert Wohnungen verkauft wurden, verschickte die Baufirma Briefe an die Käufer, in welchen eine Inbetriebnahme der Wohnungen versprochen wurde, jedoch mit einer Verspätung von sechs bis neun Monaten. Es wurde geplant, die weniger stark sinkende Einstellhalle strukturell vom Hochhaus zu trennen, und die Träger mit neuen Pfeilern zu entlasten.
Vier Monate später kamen verschiedene Berichte von Ingenieuren zum Schluss, dass die Sanierungsarbeiten zu teuer und unwirtschaftlich wären. Die Kaufverträge wurden daraufhin aufgelöst.

## Zerstörung und Folgen
Alles noch verwertbare Material – Küchen- und Badezimmereinrichtungen, Türen, Fenster – wurde aus dem Gebäude entfernt, bevor es am Morgen des 13. Dezember 2009 gesprengt wurde. Die Sprengung lockte ein zahlreiches Publikum an. Von den gesamten Baukosten, 75 Millionen Dollar, mussten 65 Millionen abgeschrieben werden. Der Eigentümer verklagte zwei Ingenieursfirmen und die Baufirma auf insgesamt 125 Millionen Dollar Schadenersatz. Die Baufirma wurde frühzeitig aus dem Prozess entlassen, da ihr keine Verantwortlichkeit nachgewiesen werden konnte.